# Tweede Kamerverkiezingen 2006/Kandidatenlijst/CDDP
kandidatenlijst voor de Tweede Kamerverkiezingen 2006 van de CDDP.

## De lijst
1. Rob Verboom - 365
2. Joop van Wingerden - 49
3. Manfred de Grooth - 25
4. Maarten Meijer - 37
5. Johan Wilson - 19
6. John Wilson - 64

CDA · PvdA · VVD · SP · Fortuyn · GroenLinks · D66 · ChristenUnie · SGP · Nederland Transparant · PvdD · EénNL · PVV · Lijst 14 · Partij voor Nederland · CDDP · LibDem · VSP · Ad Bos Collectief · GVIP · Lijst 21 · Tamara's Open Partij · Solide Multiculturele Partij · hetZeteltje